# Vouillé (Deux-Sèvres)
Vouillé ist eine französische Gemeinde mit 3538 Einwohnern (Stand: 1. Januar 2022) im Département Deux-Sèvres in der Region Nouvelle-Aquitaine. Sie gehört zum Arrondissement Niort sowie zum Kanton La Plaine Niortaise und ist Mitglied im Gemeindeverband Communauté d’agglomération du Niortais. Die Einwohner werden Vouilletais genannt.

## Geographie
Vouillé liegt im Ballungsraum östlich von Niort am Fluss Lambon. Umgeben wird Vouillé von den Nachbargemeinden Chauray im Norden und Nordwesten, La Crèche im Nordosten, Fressines im Osten, Mougon-Thorigné im Südosten, Prahecq im Süden, Aiffres im Südwesten sowie Niort im Westen. 
Durch die Gemeinde führt die Autoroute A10. 

## Geschichte
Vouillé ist wohl identisch mit dem gallorömischen Ort Campus Vogladiensis. 507 kam es womöglich hier (oder bei Voulon) zur Schlacht von Vouillé, bei der die Franken unter dem Merowinger Chlodwig I. die Westgoten unter Alarich II. besiegten.

### Bevölkerungsentwicklung
| Jahr      | 1962 | 1968 | 1975 | 1982 | 1990 | 1999 | 2006 | 2011 |
| Einwohner | 1236 | 1285 | 1610 | 2130 | 2431 | 2660 | 2933 | 3260 |

## Sehenswürdigkeiten
- Schloss La Barre, heutiges Rathaus
- Kirche vNotre-Dame

## Persönlichkeiten
- Kazimir Hnatow (1929–2010), Fußballspieler